# Route 910 (Nouveau-Brunswick)
Pour les articles homonymes, voir Route 910.
La route 910 est une route locale du Nouveau-Brunswick située dans le sud-est de la province, au sud de Moncton. Elle traverse une région plutôt boisée et montagneuse. De plus, elle mesure 45 kilomètres, et est pavée sur l'ensemble de sa route.

## Tracé
La route 910 débute au nord-ouest d'Hillsborough, sur la rue principale, la route 114. Elle comme ce par se diriger vers l'ouest pendant 21 kilomètres, en traversant Salem, Beech Hill, Osborne Corner, et Baltimore. À Rosevale, elle courbe vers le nord pour suivre la branche ouest du ruisseau Turtle. Elle le suit d'ailleurs sur tout le reste son tracé, traversant Berryton et Turtle Creek. Finalement, elle fait son entrée dans la banlieue sud de Moncton, Riverview, où elle se termine sur la route 112, le chemin Coverdale. 

## Intersections principales
| route 910      |                |     |                                                                      |                          |
| Comté          | Location       | km  | Intersection/Destinations                                            | Notes                    |
| Comté d'Albert | Hillsborough   | 0   | R-114, Alma, Stoney Creek, Parc national de Fundy                    | extrémité est de la 910  |
| Comté d'Albert | Osborne Corner | ~11 | Chemin Osborne Corner nord, Dawson Settlement, vers Riverview centre |                          |
| Comté d'Albert | Turtle Creek   | 34  | Chemin Nixon ouest, Nixon                                            |                          |
| Comté d'Albert | Riverview      | 45  | R-112 (chemin Coverdale), Moncton, Salisbury                         | extrémité nord de la 910 |